# 朴京三
朴 京三（パク・キョンサム、朝鮮語: 박경삼 ）は、朝鮮民主主義人民共和国の政治家。平安北道人民委員会委員長、国家計画委員会副委員長などを歴任した。

## 経歴
出生地や生年月日は不明。2001年に国家計画委員会副委員長に任命された。2002年2月に平安北道人民委員会委員長に任命され、最高人民会議第10期代議員に補選されたと推測される。同年9月23日にオランダ人実業家の楊斌欧亜グループ会長とキム・ヨンスル朝鮮対外経済協力推進委員会委員長が新義州特別行政区開発に関する協定に調印した際に開かれた宴会に参加した。2003年9月に最高人民会議第11期代議員に選出され、2009年3月9日に実施された最高人民会議第12期代議員選挙で代議員に再選された。2010年6月に平安北道人民委員会委員長を解任された。

## 参考サイト
- 북한정보포털

| 先代張允善 | 平安北道人民委員会委員長2002年 - 2010年 | 次代崔宗建 |